# Jankowce (Białoruś)
Jankowce (biał. Янкоўцы, Jankoucy; ros. Янковцы, Jankowcy) – wieś na Białorusi, w obwodzie mińskim, w rejonie dzierżyńskim, w sielsowiecie Putczyna, u źródeł Wołmy.

## Historia
W XIX i w początkach XX w. położone były w Rosji, w guberni mińskiej, w powiecie mińskim.
W dwudziestoleciu międzywojennym leżały w Polsce, w województwie nowogródzkim, w powiecie wołożyńskim, w gminie Wołma. W 1921 miejscowość liczyła 210 mieszkańców, zamieszkałych w 35 budynkach, wyłącznie Polaków. 199 mieszkańców było wyznania rzymskokatolickiego i 11 prawosławnego. Wieś położona była wówczas w pobliżu granicy ze Związkiem Sowieckim. Znajdowała się tu placówka 2 Batalionu Celnego.
Po II wojnie światowej w granicach Związku Sowieckiego. Od 1991 w niepodległej Białorusi.